# マイク・ムーア
マイク・ムーア（Michael Kenneth "Mike" Moore、ONZ、1949年1月28日 - 2020年2月2日）は、ニュージーランドの政治家。第34代首相。元世界貿易機関事務局長（1999年 - 2002年）。

## 来歴
ワカタネ生まれ、カワカワ育ち。17歳でオークランドの貿易組合員となる。ニュージーランド労働党に入党し、1972年の国政選挙に初当選し最年少記録（当時23歳）を樹立する。1978年にクライストチャーチへ移り、クライストチャーチの選挙区内を移動するも1999年まで議席を保持する。貿易分野に精通し、貿易交渉に手腕を発揮した。1990年9月に労働党党首に就任し、同時にジェフリ・パルマーの後任として第34代首相に就任するも、1990年10月の総選挙で敗北し、在任期間はわずか2か月であった。労働党党首は、1993年まで務める。1999年に世界貿易機関事務局長に就任し、国会議員を引退する。2002年まで世界貿易機関事務局長を務めた。
2003年に中国人民大学より名誉博士号が授与された。
2010年8月、駐米大使に就任する。
2014年に滞在先のワシントンD.C.で心臓弁膜症の手術を受け、2015年に軽度の脳梗塞を発症する。駐米大使職は2015年後半に退任した。
2020年2月2日、オークランドの自宅にて71歳で死去。